# McCain Bluff
Das McCain Bluff ist ein wuchtiges Felsenkliff an der Oates-Küste des ostantarktischen Viktorialands. In den Usarp Mountains ragt es an der Nordflanke der Mündung des Svendsen-Gletschers in einen bislang unbenannten Vorlandgletscher auf.
Der United States Geological Survey kartierte es anhand eigener Vermessungen und Luftaufnahmen der United States Navy aus den Jahren von 1960 bis 1962. Das Advisory Committee on Antarctic Names benannte es 1970 nach John C. McCain, Biologe des United States Antarctic Research Program auf der McMurdo-Station von 1967 bis 1968.